# Loveh
Loveh (persiska: لوه) är en ort i Iran.   Den ligger i provinsen Golestan, i den norra delen av landet, 400 km öster om huvudstaden Teheran. Loveh ligger 296 meter över havet och antalet invånare är 593.
Terrängen runt Loveh är bergig åt sydost, men åt nordväst är den kuperad. Loveh ligger nere i en dal. Runt Loveh är det ganska glesbefolkat, med 48 invånare per kvadratkilometer. Närmaste större samhälle är Kalāleh, 14,5 km väster om Loveh. I omgivningarna runt Loveh växer i huvudsak blandskog.